# Женски неплаћени рад
Неплаћени рад у контексту кућних послова и послова бриге обухвата све активности које појединци обављају ради одржавања домаћинства и бриге о члановима породице, а које нису финансијски надокнађене. Ове активности укључују кување, чишћење, прање, куповину намирница, негу деце, старање о старијима, болеснима и особама са инвалидитетом, као и емоционалну и логистичку подршку у домаћинству. и све остале радове који се обављају ради одржавања домаћинства.
Овај облик рада је од суштинског значаја за функционисање друштва и економије, али често остаје невидљив и недовољно вреднован, најчешће падајући на терет жена.

## Терминологија
Термин „женски неплаћени рад” почео је да се користи у другој половини 20. века, у оквиру феминистичких покрета и академских кругова који су истраживали родну неравноправност и економију бриге. Феминистичке теоретичарке су указивале на невидљивост и потцењеност рада који жене обављају у домаћинству и заједници, као што су брига о деци, старање о старијима и одржавање домаћинства. Овај концепт је постао кључан у расправама о економској вредности неплаћеног рада и његовом утицају на друштво и економију.
У Србији је неплаћени кућни рад препознат и дефинисан Законом о родној равноправности, усвојеним у мају 2021. године. Овај закон дефинише неплаћени кућни рад као послове за чије обављање се не остварује новчана накнада, а подразумева вођење домаћинства, старање и бригу о деци, о старијим и болесним члановима породице, послове на пољопривредном имању, као и друге сличне неплаћене послове.
Овај законски оквир има за циљ препознавање, вредновање и редистрибуцију неплаћеног кућног рада, што је корак ка постизању веће родне равноправности у друштву.

## Друштвени контекст женског неплаћеног рада
Друштвени контекст неплаћеног рада жена дубоко је укорењен у родним нормама које одређују поделу послова у домаћинству и ширем друштву. Културни, историјски и економски фактори обликовали су очекивања да су жене те које се примарно брину о породици, док су мушкарци ти који обезбеђују финансијску сигурност. Овај образац је посебно изражен у традиционалним заједницама, али је и даље присутан и у савременим друштвима, упркос све већој заступљености жена у радној снази.
Концепт „друге смене” односи се на ситуацију у којој жене, након завршетка плаћеног радног времена, настављају са обављањем кућних послова и бригом о породици, што доводи до додатног оптерећења и утиче на њихово физичко и ментално здравље. Овај феномен је први пут детаљно описала социолошкиња Арли Хохшилд у својој књизи The Second Shift, где је истакла да жене у домаћинствима са двоструким приходима често носе прекомерни терет због неравномерне расподеле кућних обавеза. Како је неплаћени рад често друштвено невидљив и економски нерачунат, он остаје потцењен, иако је од суштинског значаја за одрживост домаћинстава и шире економије.
Очекивања да жене преузимају највећи део неплаћеног рада одражавају се и на њихову позицију на тржишту рада. Жене су чешће запослене у мање плаћеним секторима или су принуђене да раде скраћено радно време како би могле да ускладе професионалне и породичне обавезе. Ове околности доприносе родном јазу у дохотку, али и економској зависности, што може утицати на њихову самосталност и сигурност. Неплаћени рад, такође, има дугорочне последице на економску стабилност жена, јер смањује њихове могућности за стицање пензије и других облика финансијске подршке у старијем добу.
Иако се последњих деценија дешавају промене у схватању родних улога, оне су и даље спорије него што би било потребно за значајнији помак ка равноправнијој расподели неплаћеног рада. У урбаним срединама приметна је већа укљученост мушкараца у кућне послове и бригу о деци, што указује на постепено рушење традиционалних модела. Јавне политике и законске мере, попут родно одговорног буџетирања и подстицања флексибилних радних услова, могу играти важну улогу у стварању услова за равномернију расподелу неплаћеног рада. Поред тога, феминистички покрети и различите кампање раде на подизању свести о значају овог питања, наглашавајући потребу да неплаћени рад буде препознат, вреднован и једнако расподељен.
Ипак, упркос свим напорима, родне норме и даље обликују положај жена у друштву, задржавајући их у улози примарних извршитељки неплаћеног рада. Њихова друштвена и економска улога остаје уско везана за бригу о другима, што представља изазов за постизање истинске равноправности. Тек системским променама у економским политикама, културним очекивањима и образовним програмима могуће је створити услове у којима ће жене имати једнаке могућности да активно учествују у свим аспектима друштва, без неоправданог терета неплаћеног рада.

## Економска вредност неплаћених послова
Неравномерна расподела кућних послова и неплаћеног рада између жена и мушкараца има дубоке и вишеструке последице на друштво и економију. Истраживања показују да жене у Србији проводе двоструко више времена у обављању кућних послова и бризи о домаћинству и члановима породице. Када би ти послови постали видљиви и када би им се придодала економска вредност, то би значило да би жене месечно зарађивале 546 евра.
Овај дисбаланс у расподели неплаћеног рада доводи до ограничених могућности за жене на тржишту рада. Чак 96 одсто жена као разлог за скраћено радно време наводи бригу о деци и другим члановима породице, док само четири одсто мушкараца тврди исто.
Поред економских импликација, неправедна расподела кућних послова утиче и на физичко и ментално здравље жена. Пандемија вируса корона оголила је родну неравноправност у кући, јер су многе жене буквално грцале под теретом дуплих и троструких обавеза – осим што су морале да иду на посао, највећи број њих преузео је улогу педагошког асистента својој школској деци, која су морала да прате онлајн наставу, а у трећој „смени” их је чекало кување ручка, прање, пеглање и спремање домаћинства.
Дугорочно, ова неравноправност негативно утиче на целокупну економију. Србија је једна од ретких земаља које су спровеле економску анализу неплаћених послова старања и кућног посла, која је показала да жене у просеку проводе два пута више времена обављајући ову врсту неплаћеног посла у својим домаћинствима у поређењу са мушкарцима. Процењено је да неплаћени послови старања које обављају жене у Србији износе око 15% домаћег БДП-а.
Ови подаци указују на потребу за системским променама које би омогућиле равноправнију расподелу кућних послова, што би допринело бољем положају жена у друштву и позитивно утицало на економски раст.